# Accidente del Bell-407 de San Juan
El accidente del Bell-407 de San Juan fue un accidente aéreo ocurrido el 11 de octubre de 2013 a las 15:30 (hora local), cuando un Bell 407, matrícula LQ-BHT, operado por la Dirección de Aeronáutica de la provincia argentina de San Juan, se precipitó a tierra en el Departamento de Valle Fértil. En él se hallaban, además del piloto Aníbal Touris, el gobernador de la provincia, José Luis Gioja, el secretario de la Unidad de Gobernación, Héctor Pérez, y los diputados nacionales Daniel Tomas y Margarita Ferrá de Bartol. El gobernador sufrió una hemorragia en el pecho y abdomen, y Tomas, Pérez y Touris padecieron múltiples fracturas y lesiones, mientras que Ferrá de Bartol falleció a causa del accidente.

## Causas
La Junta de Investigación de Accidentes de Aviación Civil (JIAAC) publicó, luego de una investigación, un informe que trataba las causas del siniestro. En éste se planteaba que el comandante de la aeronave sufrió una desorientación espacial debido a la nula visibilidad producida por la nube de tierra resultante de los giros de la hélice y del suelo árido, y perdió el rumbo hasta colisionar con el tendido de alta tensión para luego precipitarse a tierra.